# Nuevo Sol (álbum)
'Nuevo Sol' es el cuarto álbum del cantante chileno Fernando Milagros, fue lanzado el 2014.

## Lista de canciones
1. Hilo de plata
2. Puzzle (con Rubén Albarrán)
3. En la niebla
4. La noche (con Cer Marineros)
5. La puerta
6. Llegar a casa
7. No es real
8. La playa
9. Otra vida